# Viscount Hill

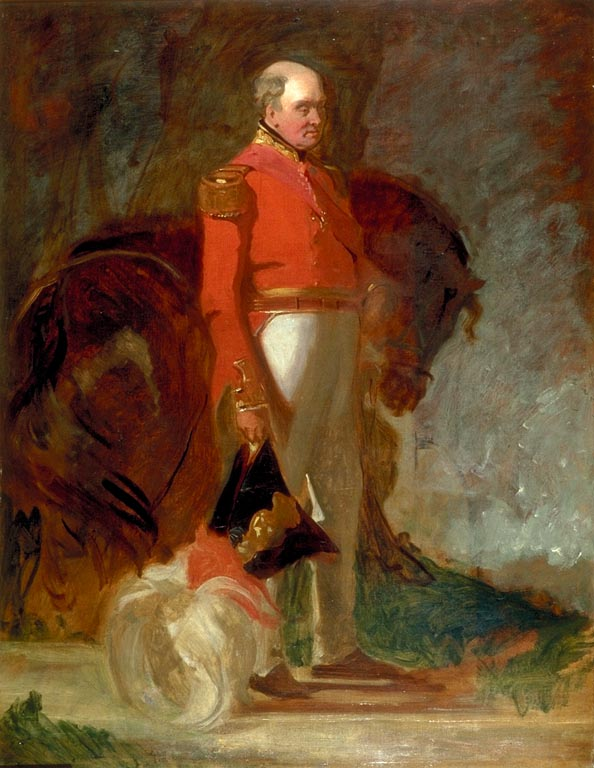
Rowland Hill, 1. Viscount Hill

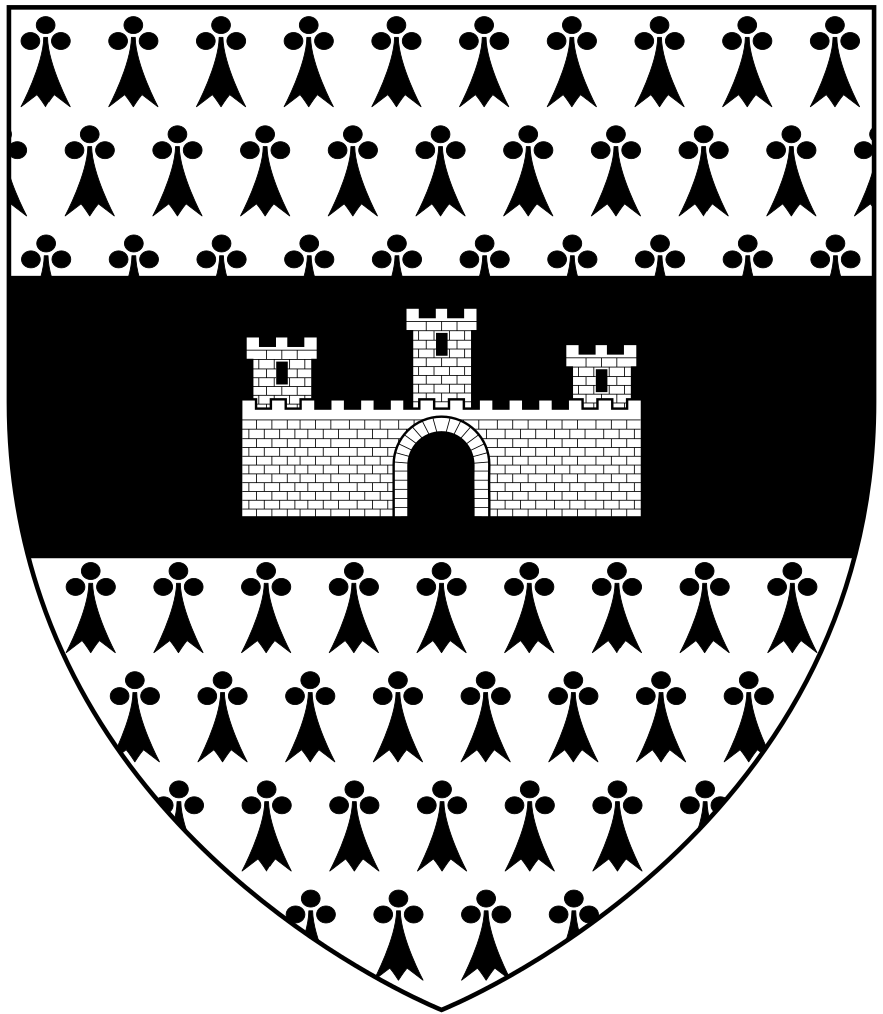
Familienwappen der Viscounts Hill

Viscount Hill, of Hawkstone and of Hardwicke in the County of Salop, ist ein erblicher britischer Adelstitel in der Peerage of the United Kingdom.

## Verleihung
Der Titel wurde am 27. September 1842 kurz vor seinem Tode für den Militär Rowland Hill, 1. Baron Hill geschaffen. Dieser hatte sich im Peninsular War und in der Schlacht von Waterloo ausgezeichnet. Seit 1828 war er Oberbefehlshaber der britischen Armee gewesen.
Da Hill keine männlichen Abkömmlinge hatte, erfolgte die Verleihung mit einem besonderen Vermerk, dass auch die männlichen Abkömmlinge seines älteren Bruders Sir John Hill, 3. Baronet († 1824), den Titel erben könnten, was dann auch bereits wenige Monate später der Fall war.

## Nachgeordnete Titel
Dem 1. Viscount war bereits am 17. Mai 1814 in der Peerage of the United Kingdom als Baron Hill, of Almaraz and of Hawkstone in the County of Salop, zum Peer erhoben worden. Dieser Titel wurde ohne besondere Erbregelung verliehen und erlosch mangels eigener männlicher Nachkommen bei dessen Tod 1842.
Weil absehbar wurde, dass er keine Kinder hinterlassen würde, wurde ihm am 16. Januar 1816 ebenfalls in der Peerage of the United Kingdom zusätzlich der Titel Baron Hill, of Almarez and of Hawkestone and Hardwicke in the County of Salop, verliehen, und zwar mit der besonderen Erbregelung, dass auch sein älterer Bruder und dessen männliche Nachkommen diesen Titel erben können. Beim Tod des 1. Viscounts gingen diese Baronie und der Viscounttitel entsprechend der besonderen Erbregelungen an dessen Neffen Sir Rowland Hill, 4. Baronet, über. Dieser hatte 1824 von seinem Vater bereits den Titel Baronet, of Hawkestone in the County of Salop, geerbt. Diese Baronetcy war am 20. Januar 1727 in der Baronetage of Great Britain dem Großvater des ersten Viscounts verliehen worden. Die Würde war eigentlich seinem Onkel Richard Hill of Hawkstone zugedacht, ein bedeutender Diplomat und Berater von Georg von Dänemark und Norwegen, dem Ehemann von Königin Anne. Dieser verstarb jedoch vor der Verleihung. Die drei Titel sind seit 1842 vereint.

## Sonstiges
Der 3. Viscount ließ seinen Familiennamen 1874 mit königlicher Lizenz nach der Familie seiner Mutter zu Clegg-Hill ergänzen.

## Liste der Hill Baronets und Viscounts Hill

### Hill Baronets, of Hawkstone (1727)
- Sir Rowland Hill, 1. Baronet (1705–1783)
- Sir Richard Hill, 2. Baronet (1733–1808)
- Sir John Hill, 3. Baronet (1740–1824)
- Sir Rowland Hill, 4. Baronet (1800–1875) (erbte 1842 den Titel Viscount Hill)

### Viscounts Hill (1842)
- Rowland Hill, 1. Viscount Hill (1772–1842)
- Rowland Hill, 2. Viscount Hill (1800–1875)
- Rowland Clegg-Hill, 3. Viscount Hill (1833–1895)
- Rowland Clegg-Hill, 4. Viscount Hill (1863–1923)
- Francis Clegg-Hill, 5. Viscount Hill (1866–1924)
- Charles Clegg-Hill, 6. Viscount Hill (1876–1957)
- Gerald Clegg-Hill, 7. Viscount Hill (1904–1974)
- Antony Clegg-Hill, 8. Viscount Hill (1931–2003)
- Peter Clegg-Hill, 9. Viscount Hill (* 1945)

Titelerbe (Heir Apparent) ist der älteste noch lebende Sohn des aktuellen Titelinhabers, Hon. Michael Clegg-Hill (* 1988). 